# Myopias cribriceps
Myopias cribriceps é uma espécie de formiga do gênero Myopias, pertencente à subfamília Ponerinae.